# Cotini

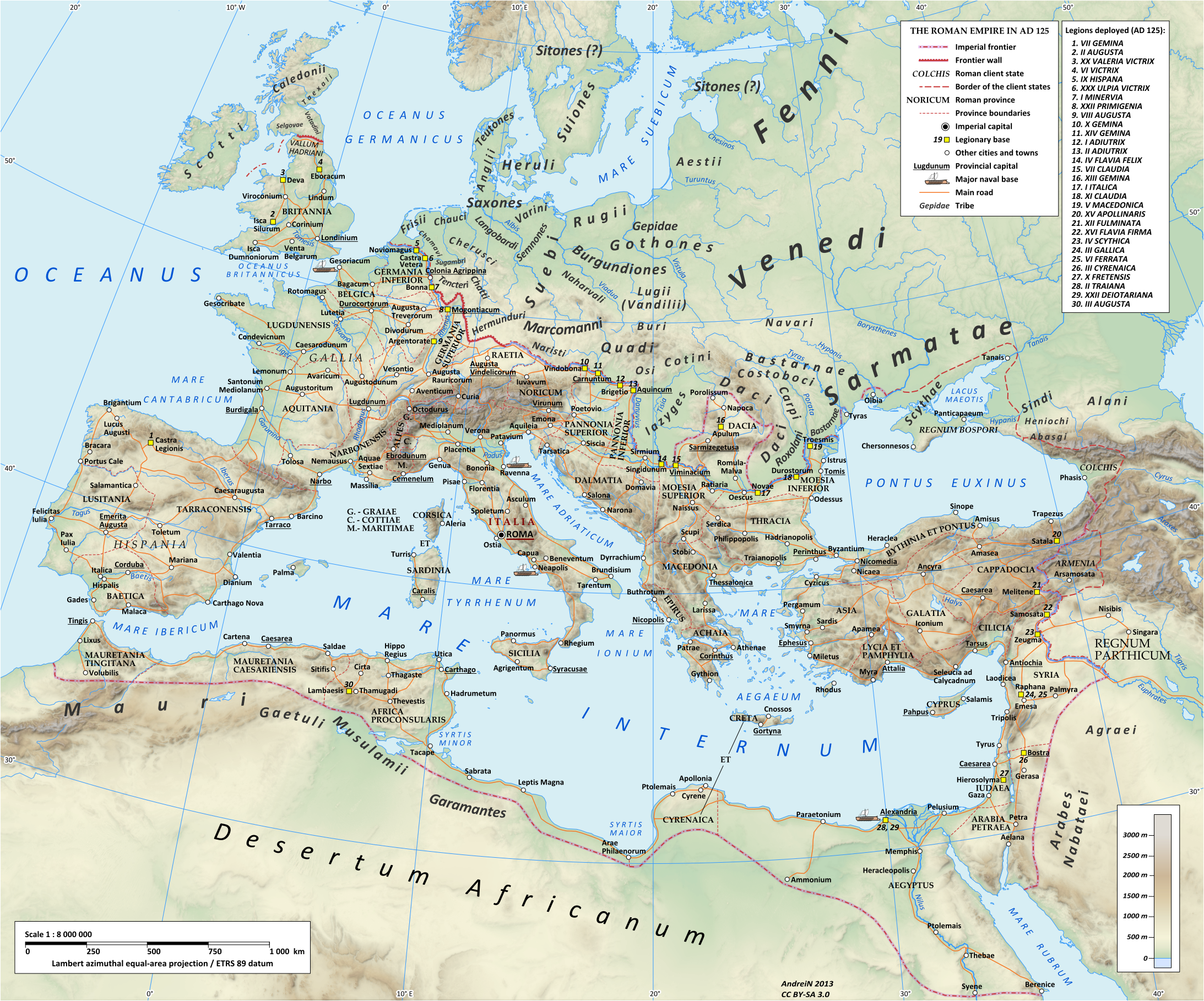
L’Empire romain sous Hadrien (117–138) montrant la localisation des Cotins, peuple celte du nord de la chaîne des Carpates.

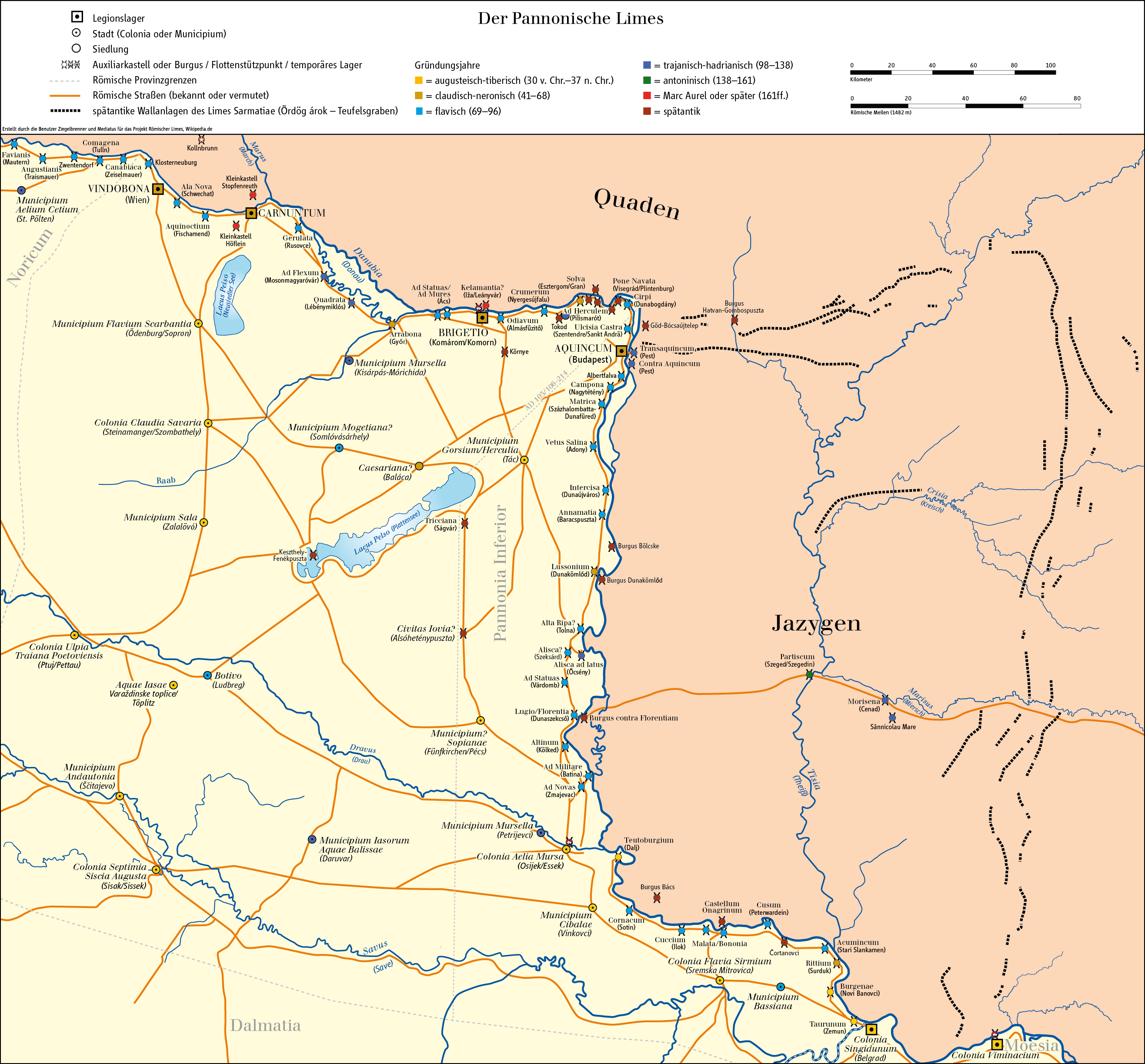
Limes de Pannonie

Les Cotini ou Cotins étaient un peuple celte occupant probablement l’actuelle Slovaquie, et (selon certains) la Moravie et le sud de la Pologne. Ils constituaient probablement une part archéologique significative de la culture de Púchov avec son centre à Havránok.

## Mentions dans les textes anciens
Les Cotini sont mentionnée pour la première fois en -10, dans l’Elogium de Tusculum. Selon Tacite, autant les Sarmates (qui peuplaient l’actuelle Ukraine) que les Quades (habitants de l’actuel sud-ouest de la Slovaquie, et l’est de la République tchèque) imposaient un tribut aux Cotini au Ier siècle apr. J.-C., lesquels le payaient grâce à l’exploitation de leurs mines de fer.
Les Cotini sont plus tard mentionnés en relation avec les guerres marcomanes. Vers 172, ils n’aident pas les Romains dans leur bataille contre les  Marcomans. Pour les punir, Marc Aurèle transfère tous les Cotini en Pannonie inférieure, ce qui se produisit au plus tard vers 180. En Pannonie inférieure, ils sont mentionnés comme « cives Cotini » — le peuple des Cotini — en 223-251.